# Сатышевское сельское поселение
Сатышевское сельское поселение — муниципальное образование в Сабинском районе Татарстана.
Административный центр — село Сатышево.

## Населённые пункты
В состав сельского поселения входят 5 населённых пунктов:
- сёла: Сатышево, Казанче-Бигеней.
- деревни: Аккуль-Бигеней, Мамалаево, Чабки-Сабы.

## Население
| 2010  | 2011  | 2012  | 2013  | 2014  | 2015  | 2016  |
| ----- | ----- | ----- | ----- | ----- | ----- | ----- |
| 1297  | ↘1294 | ↘1271 | ↗1273 | ↘1261 | ↗1275 | ↘1256 |
| 2017  | 2018  |       |       |       |       |       |
| ↘1244 | ↘1231 |       |       |       |       |       |